# 魔多客
魔多客（英語：Modok）是一位出現在漫威漫畫所出版的漫畫中登場的超級反派，由史丹·李和傑克·科比所創作。初次登場是在《懸疑故事》#93（1967年9月）。
IGN所列出的漫畫史上100名超級惡棍中，魔多客名列第一百名。

## 人物
喬治·塔爾頓（George Tarleton）是一名在超智機構工作的技術人員，超智機構為了要將宇宙魔方當成動力來源來使用而需要一個全新的高智商腦袋來開發這項計畫，因而需要一名實驗者成為「魔多課」（M.O.D.O.C.，Mental Organism Designed Only for Computing，只會進行計算的精神有機體），最終選擇了喬治作為該實驗的第一位實驗者。令他意外的是，實驗過程讓他的身體產生了極端的變異，他的腦袋比平常人大了6倍，但四肢卻仍然是原來的樣子，極不協調地對接在腦袋之下。這樣的實驗結果簡直把喬治給逼瘋，他最終殺死了所有為他進行改造的科學家和技術員並自稱為「魔多客」（M.O.D.O.K.，Mental Organism Designed Only for Killing，只會進行殺戮的精神有機體），篡奪了超智機構的控制權。

## 能力
魔多客在經過改造後擁有天才級的智商和過目不忘的記憶力，使他可以熟記經歷過的所有事件。這強化過的大腦同時讓他擁有非常強大的精神念力，可以生成力場和防護盾來抵禦攻擊，亦可以製造精神能量來進行攻擊。
魔多客亦可以讀取他人的思想，他甚至可以將自己轉換成電子數據並以電子郵件的形式進行傳送。魔多客同時亦是一名天才級的科學家和戰略家。
魔多客通常乘坐一把懸浮座椅行動，椅上配備各種高科技武器和裝備，他亦通常佩戴著一條能夠幫助他凝聚力量和控制座椅的頭帶。

## 其他媒體

### 動畫
- 《鋼鐵人（英语：Iron Man (TV series)）》：由Jim Cummings配音。
- 《鋼鐵人：裝甲冒險》：由Lee Tockar配音。
- 《Q版大英雄》：由Tom Kenny配音。
- 《復仇者聯盟：史上最強英雄戰隊》：由Wally Wingert配音。
- 《終極蜘蛛俠》：由Charlie Adler配音。
- 《復仇者聯盟：正義出擊（英语：Avengers Assemble (TV series)）》：由Charlie Adler配音。
- 《飛哥與小佛：漫威英雄任務（英语：Phineas and Ferb: Mission Marvel）》：由Charlie Adler配音。
- 《星際異攻隊（英语：Guardians of the Galaxy (TV series)）》：由Charlie Adler配音。
- 《蜘蛛俠》：由Charlie Adler配音。
- 《魔多客（英语：M.O.D.O.K. (TV series)）》：由派頓·奧斯瓦特（英语：Patton Oswalt）配音。

### 電影
- 漫威電影宇宙：由寇瑞·斯托尔飾演魔多客。
  - 《蟻人與黃蜂女：量子狂熱》（2023年）：片中設定由縮小至亞原子狀態的黃蜂戰士變異而成，再由征服者康改造。

### 遊戲
- 在卡普空與漫威合作的遊戲《Marvel vs. Capcom 3：兩個世界的命運》與《Ultimate Marvel vs. Capcom 3》[2]：魔多客是玩家可使用角色，由Wally Wingert配音[3]。
- 《Marvel vs. Capcom Infinite》：為非使用角色，僅劇情模式及戰鬥場景超智機構保護傘的地下研究所登場，劇情模式設定為超智機構保護傘的成員，心靈寶石之持有者，在蜘蛛俠與追跡者及有機生命體B.O.W戰鬥時在旁出手攻擊蜘蛛俠，
- 《樂高漫威超級英雄》[4]：玩家可使用角色之一，由Dave Boat配音。
- 《MARVEL未來之戰》：手機遊戲，魔多客是玩家可使用角色之一。
- 《漫威復仇者聯盟》
- 《MARVEL未來革命》

## 外部連結
- 漫威官網上的魔多客 （页面存档备份，存于）